# Jorge Pacheco Areco
Jorge Pacheco Areco (ur. 9 kwietnia 1920 w Montevideo, zm. 29 lipca 1998 tamże) – prezydent Urugwaju. Swój urząd otrzymał po nagłej śmierci Óscara Diego Gestida. Pełnił urząd w latach 1967–1972. Politykiem był od 1950 roku.